# Ходзьо Масако
Ходзьо Масако (яп. 北条 政子; 1156 — 16 серпня 1225) — японська політична діячка періоду Камакура, дружина першого сьогуна з роду Мінамото — Мінамото но Йорітомо. за свій вплив на державні справи отримала прізвись ама-сьоґун, тобто черниця-сьоґун.

## Біографія
Походила з роду Ходзьо. Донька впливового феодала Ходзьо Токімаси, родича клану Тайра. Дитинство припало на період смути Хоґен. Батько виховував її як вояка, Масако навчилася полювати, їздити верхи, рибалити. Крім того, завжди снідала разом з чоловіками. Близько 1179 року вийшла заміж за Мінамото-но Йорітомо.
Захопилася політичними справами та інтригами під час боротьби її чоловіками з кланом Тайра. після того, як Мінамото затвердився на посаду сьогуна, Масако також допомагала останньому з порадами. Після смерті Йорітомо у 1199 році новим сьогуном став син Масако — Йоріїе. Вона прийняла постриг від священника Гьою, проте не відійшла від політики і допомагала своєму батькові зберігати владу Ходзьо при дворі сьогуна в Камакурі.
 
Першим її кроком було формування ради «старійшин» (сюкуро) з метою стримування влади свого власного сина Йоріїе. Останній був розлючений цими заходами своєї матері і звернувся за підтримкою до клану Хікі, який тоді був основним політичним супротивником Ходьое. Згідно з «Адзума Кагамі» Масако підслухала розмову Йоріїе, з якого зрозуміла, що він увійшов у змову з Хікі з метою вбити Ходзьо Токімасу. Масако відразу доповіла про все батькові. Чи була ця історія правдива або інформація дійшла до Токімаса іншим шляхом невідомо. Втім Токімаса відреагував першим: усунув керівництво клану Хікі восени 1203 року. Позбавлений своїх союзників, Йоріїе був відправлений на заслання в провінцію Ідзу і згодом його було вбито.
На його місце був поставлений одинадцятирічний Санетомо. В цей час відбувся розрив між Масако і Токімаса. Токімаса забрав до себе Санетомо, який раніше проживав у Масако. Після цього Токімаса став наймогутнішою людиною в уряді Камакура, заснувавши ставку мандокоро, звідки здійснював свою владу як регент при Санетомо.
Масако разом зі своїм братом Йосітокі у 1205 році повалила Токімасу, звинувативши останнього у змові проти Санетомо. Фактичними правителями Японії стали Йосітокі та Масако. 1218 року вирушила до Кіото, де запропонувала імператору Ґо-Тоба віддати одного з його синів (принца Наґахіто) для всиновлення як спадкоємця бездітного Санетомо. Після вбивства у 1219 році Санетомо Масако з Йосітокі зробили наступним сьогуном Фуджівара-но Йоріцуне (далеко родича Мінамото-но Йорітомо), відомого також як Куджо Йоріцуне. Імператор відмовився визнати це призначення й намагався у 1221 році повернути собі владу, проте зазнав невдачі.
Після смерті у 1224 році Йосітокі клан Іга влаштував змову з метою повалення влади роду Ходзьо. Для цього залучили на свій бік впливового міру Йосімуру. Довідавшись про це, Масако особисто зустрілася з Йосімурою й переконала того зберегти вірність Ходзьо. Цим вона сприяла отриманню регентства небожем Ходзьо Ясутокі. Померла наступного року.